# Howard M. Mitchell
Pour les articles homonymes, voir Mitchell.
Howard M. Mitchell est un acteur et réalisateur américain né le 11 décembre 1883 à Pittsburgh (Pennsylvanie) et mort le 9 octobre 1958 à Hollywood (Californie).

## Filmographie non exhaustive

### comme acteur
- 1910 : Ferdie's Vacation
- 1910 : Making a Man of Him
- 1910 : The Irish Boy
- 1910 : The Road to Happiness
- 1912 : A Child's Devotion
- 1912 : A Matter of Business
- 1912 : An Antique Ring
- 1912 : John Arthur's Trust
- 1912 : The Convalescent
- 1912 : The Country School Teacher
- 1912 : The Stolen Ring
- 1913 : A Jealous Husband de Arthur Johnson
- 1913 : Annie Rowley's Fortune de Arthur Johnson
- 1913 : The Burden Bearer de Arthur Johnson
- 1913 : The District Attorney's Conscience de Arthur Johnson
- 1913 : The Gift of the Storm
- 1913 : The Insurance Agent de Arthur Johnson
- 1913 : The Parasite
- 1913 : The Pawned Bracelet de Arthur Johnson
- 1913 : The Price of Jealousy de Wilbert Melville
- 1913 : The School Principal de Arthur Johnson
- 1913 : The Sea Eternal de Arthur Johnson
- 1914 : Lord Algy
- 1914 : The Beloved Adventurer de Joseph Smiley
- 1915 : Ambition
- 1915 : Comrade Kitty
- 1915 : Country Blood de Arthur Johnson
- 1915 : Her Martyrdom
- 1915 : On the Road to Reno
- 1915 : Poet and Peasant
- 1915 : Socially Ambitious de Arthur Johnson
- 1915 : The Belated Honeymoon
- 1915 : The Great Ruby de Barry O'Neil
- 1915 : The Last Rose d'Arthur Johnson
- 1915 : The Life Line d'Arthur Johnson
- 1915 : Who Violates the Law de Herman A. Blackman
- 1915 : Winning Winsome Winnie de John Ince
- 1916 : Fear
- 1916 : When She Played Broadway
- 1917 : A Model Marauder
- 1927 : A Bowery Cinderella de Burton L. King
- 1936 : F-Man d'Edward F. Cline
- 1938 : Tom Sawyer détective (Tom Sawyer, Detective) de Louis King
- 1939 : Irish Luck (film, 1939) de Howard Bretherton
- 1943 : The Good Fellows de Jo Graham
- 1947 : Killer at Large (en) de William Beaudine
- 1949 : Ma bonne amie Irma (My Friend Irma), de George Marshall - rôle : l'homme au parking
- 1950 : The Invisible Monster de Fred C. Brannon
- 1951 : La Belle du Montana (Belle Le Grand) d'Allan Dwan
- 1951 : The Fat Man de William Castle

### comme réalisateur
- 1916 : Betrayed!
- 1916 : Outwitted
- 1916 : The Traffic Cop
- 1916 : The Window of Dreams
- 1918 : Petticoats and Politics
- 1919 : A Girl in Bohemia
- 1919 : Snares of Paris
- 1919 : The Law That Divides
- 1919 : La Faute splendide (it) (The Splendid Sin)
- 1920 : Beware of the Bride
- 1920 : Black Shadows
- 1920 : Faith
- 1920 : Flame of Youth
- 1920 : Husband Hunter
- 1920 : Love's Harvest
- 1920 : Molly and I
- 1920 : The Little Wanderer
- 1920 : The Tattlers
- 1921 : Cinderella of the Hills
- 1921 : Ever Since Eve
- 1921 : Janette et son Prince  (Lovetime)
- 1921 : Queenie
- 1921 : The Lamplighter
- 1921 : The Mother Heart
- 1921 : Janette poupée chinoise (en) (Wing Toy)
- 1922 : The Crusader
- 1922 : The Great Night
- 1922 : Winning With Wits
- 1923 : Forgive and Forget
- 1923 : His Last Race
- 1923 : Man's Size
- 1924 : Romance Ranch
- 1924 : The Lone Chance
- 1926 : The Jazz Girl
- 1926 : The Road to Broadway
- 1927 : Breed of Courage
- 1927 : Hidden Aces